# Károly Than
Károly Than (apáti Than Károly Antal en hongrois ; Carl von Than en allemand) (1834-1908) est un scientifique et chimiste hongrois. Il est célèbre pour sa découverte de l'oxysulfure de carbone (prix Lieben 1868).
Professeur de chimie à l'Université de Budapest, membre de l'Académie hongroise des sciences, conseiller royal, membre de la Chambre des magnats (chambre haute), Károly Than parlait également, en plus du hongrois et de l'allemand, le français, l'anglais et latin.

## Biographie
Issu d'une famille aisée de la petite noblesse hongroise, il est le fils de János Than, fonctionnaire royal à Vienne, et de Ottilia Setény. Il est le frère du peintre Mór Than. Károly Than interrompt sa scolarité à 14 ans pour rejoindre, comme artilleur, les rangs de l'armée hongroise lors de la Révolution hongroise de 1848. À son retour, sa mère est morte et son père est ruiné. Than travaille alors dans plusieurs pharmacies pour gagner de l'argent et terminer ses études. Diplômé de l'école de Szeged en 1855, il étudie la médecine puis la chimie à l'Université de Vienne. Il est reçu docteur en chimie en 1858. Il étudie ensuite avec Robert Wilhelm Bunsen à l'Université de Heidelberg et avec Charles Adolphe Wurtz à l'Université de Paris. Il retourne à Vienne en 1859 où il devient lecteur.
À la suite de la réforme de 1860 par laquelle le hongrois devient, à la place de l'allemand, la langue d'enseignement en Hongrie, le poste du professeur Theodor Wertheim, non magyarophone et qui change pour l'Université de Graz, est vacant. Than est ainsi nommé professeur de chimie à l'Université de Budapest, poste qu'il occupera toute sa vie durant. Marié en 1872, père de cinq enfants, il publie la première revue hongroise de chimie (Magyar Chémiai Folyóirat) et devient président de la Société hongroise des sciences naturelles de 1872 jusqu'à sa mort.
Il est fait baron en 1908 et décède subitement la même année.

### Découverte de l'oxysulfure de carbone
Than est le premier, en 1867, à caractériser cette substance, formée par réaction du monoxyde de carbone avec du soufre élémentaire. La synthèse en laboratoire implique la réaction de thiocyanate de potassium et d'acide sulfurique. Le gaz qui en résulte contient des quantités importantes de sous-produits et doit être purifié :
KSCN  +  2 H2SO4 + H2O  →   KHSO4  +  NH4HSO4  +  COS
Il reçoit pour sa découverte le Prix Lieben 1868.

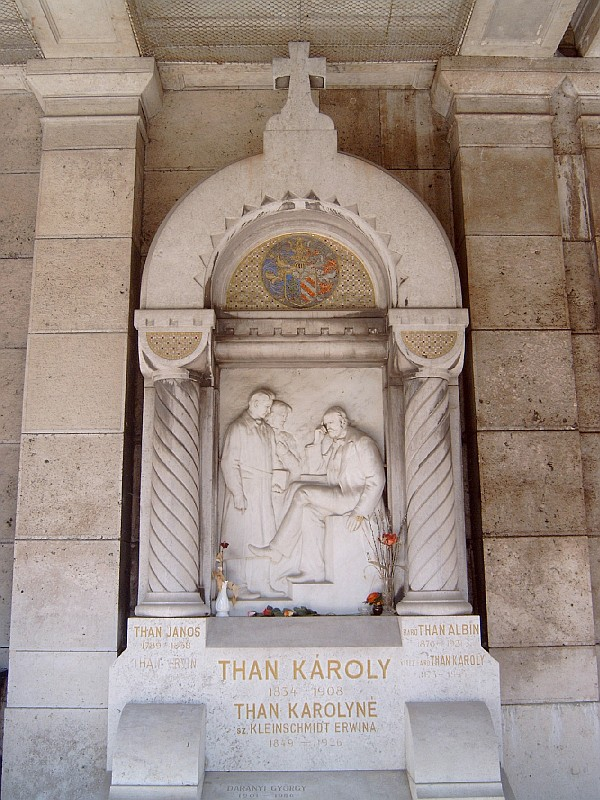
Caveau famille Than, Cimetière national de Fiumei út, sculpt. János Istók

## Sources
- Walther Nernst (1908). "Sitzung vom 13. Juli 1908". Berichte der deutschen chemischen Gesellschaft 41 (2): 2489–2492.
- Beck, Mihály T.; Kauffman, George B. (1985). "COS and C3S2: The discovery and chemistry of two important inorganic sulfur compounds". Polyhedron 4 (5): 775–781.
- Szabadváry, Ferenc (1992). History of analytical chemistry. Taylor & Francis. p. 252–254.  (ISBN 978-2-88124-569-5).
- Magyar Elektronikus Könyvtár (Bibliothèque Hongroise Electronique), Than Károly